# Charles Lewis Tiffany

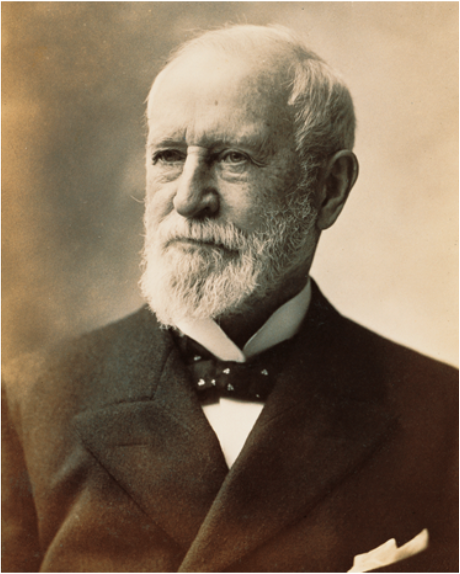
Charles Lewis Tiffany

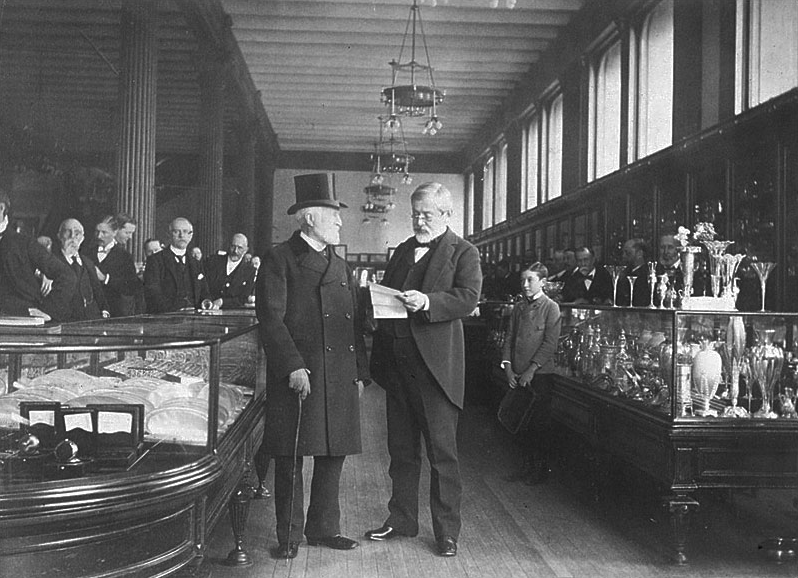
Charles Lewis Tiffany (links) in seinem Geschäft (um 1887)

Charles Lewis Tiffany (* 15. Februar 1812 in Killingly, Connecticut; † 18. Februar 1902 in New York) war ein amerikanischer Juwelier und Mitbegründer des Unternehmens Tiffany & Co.

## Leben
Mit 15 Jahren wurde er Angestellter im Laden seines Vaters, ging aber 1837 nach New York City, wo er mit seinem Schulfreund John B. Young ein Galanteriewarengeschäft eröffnete. Am ersten Verkaufstag betrug ihr Umsatz vier Dollar und 98 Cents.
1847 begann die Firma mit der Herstellung von Goldschmuck. Als die Revolution von 1848/49 in Europa einen großen Wertverlust von kostbaren Edelsteinen verursachte, investierte Tiffany massiv in Diamanten, die er ein paar Jahre später mit großem Gewinn verkaufte.
Die Firma nannte sich ab 1841 Tiffany, Young & Ellis und wurde 1853 mit dem Ruhestand der Teilhaber Young und Ellis in Tiffany & Company umorganisiert.
1851 etablierte das Unternehmen den Sterlingsilber mit einem Feingehalt von .925. Dieser Standard wurde später von anderen Juwelieren angenommen. Im gleichen Jahr wurde eine Niederlassung in Paris eröffnet.
1858 kaufte Tiffany ungenutzte Teile des atlantischen Telegrafenkabels, die er in Spazierstockgriffe umarbeitete oder in Teilen verkaufte.
Zu Beginn des Amerikanischen Bürgerkrieges erahnte er, wie schwer die Schmuckbranche leiden würde und stellte sich deshalb um auf die Herstellung von Schwertern, Medaillen und Militaria.
Das Tiffany Blue Book wurde erstmals im Jahr 1845 aufgelegt und war der erste Versandhauskatalog der USA. Der Katalog enthielt eine Kollektion herausragender Schmuckstücke.
Seit den ersten Anfängen hat sich die Welt von der unverwechselbaren Tiffany Blue Box verzaubern lassen. Charles Lewis Tiffany sorgte dafür, dass die begehrten Verpackungen nur mit einem Kauf bei Tiffany erworben werden konnten. In der New York Sun konnte man im Jahr 1906 lesen: „Es gibt bei Tiffany eine Sache, die Sie nicht für alles Geld der Welt kaufen können. Es gibt sie nur geschenkt: seine Blue Box.“
Auf der Weltausstellung 1867 in Paris erhielt Tiffany die Verdienstmedaille. Dies war das erste Mal, dass ein amerikanisches Unternehmen von europäischen Preisrichtern ausgezeichnet wurde. 1868 wurde das Unternehmen eine eingetragene Aktiengesellschaft und eröffnete Nebengeschäfte in London und Genf. Tiffany spezialisierte sich auf den Import alten Schmucks sowie alter Juwelen und Kunstwerke. 1887 kaufte er einen Teil der französischen Kronjuwelen für eine halbe Million Dollar.

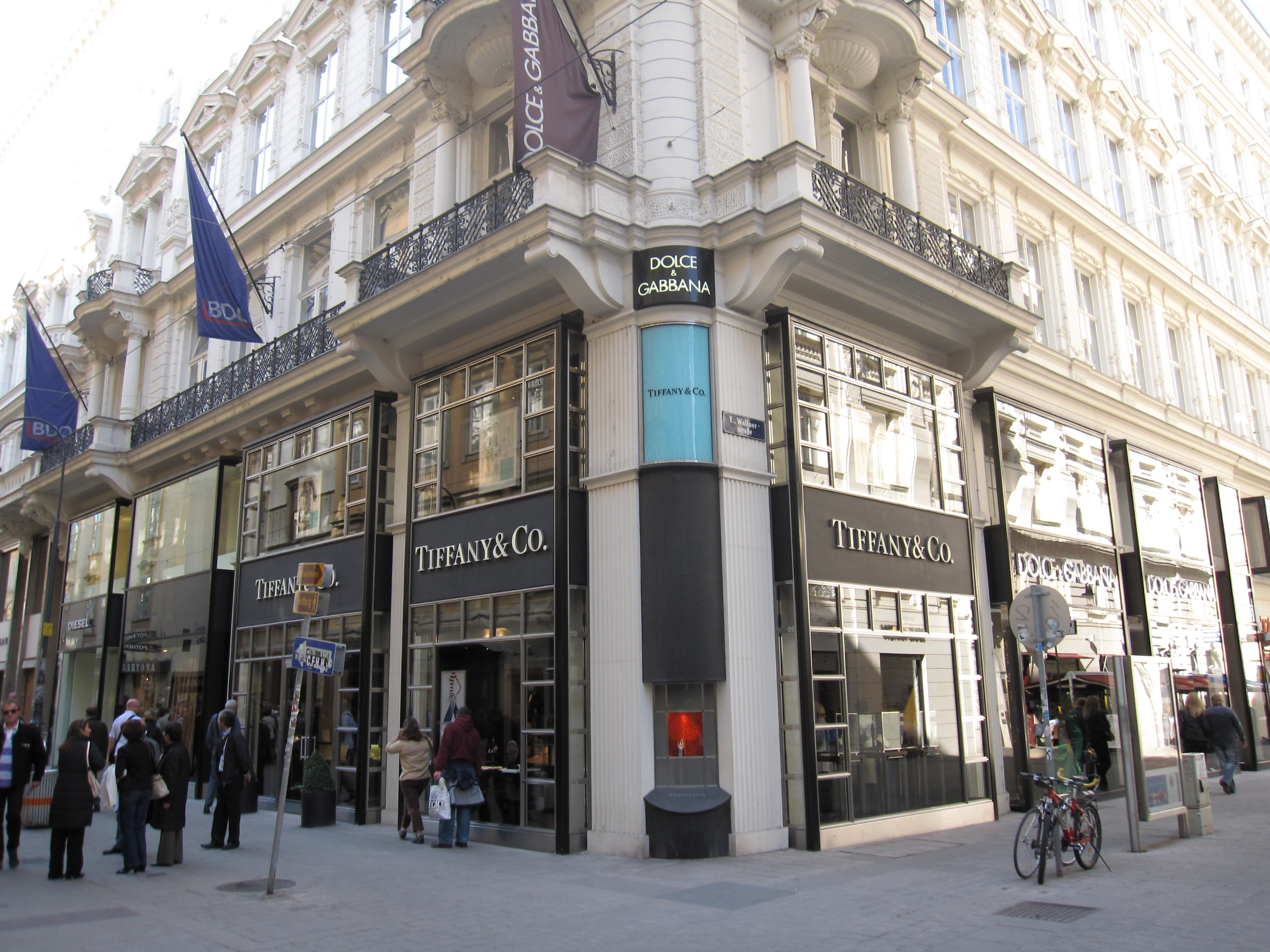
Geschäft von Tiffany & Co. am Wiener Kohlmarkt (2009)

Zu seinen Kunden gehörten die höchsten Kreise der Welt. 1878 wurde er zum Ritter der Ehrenlegion geschlagen. Er wurde ebenfalls zum k.u.k. Hoflieferanten ernannt und behielt diese Auszeichnung bis zum Tod.

## Familie
Er war verheiratet mit Harriet Olivia Avery Young, mit der er 6 Kinder hatte:
- Charles Lewis Tiffany, Jr. (geb. 1842)
- Annie Olivia Tiffany Mitchell (geb. 1844)
- Louis Comfort Tiffany (1848–1933)
- Louise Harriet Tiffany (geb. 1856)
- Henry Charles Tiffany (geb. 1858)
- Burnett Young Tiffany (geb. 1860)

Sein Sohn Louis führte das Geschäft fort. Mit seinem fantasievollen Schmuck, seinen Lampen und Fenstern aus gefärbtem Glas stand er an der Weltspitze der Jugendstilbewegung.